# 樹脂基複合材料
树脂基复合材料是由以有机聚合物为基体的纤维增强材料，通常使用玻璃纤维、碳纤维或者芳纶等有机纤维。树脂基复合材料在航空、汽车、海洋工业中有广泛的应用。
成型工艺
树脂基复合材料的主要成型方式包括：模压成型、缠绕成型、拉挤成型、手糊成型、喷射成型、树脂浇铸成型等。其成型工艺使复合材料具有显著的各向异型，保证了材料在应用方向上的强度和刚度。